# 鳞背鹇
鳞背鹇（学名：Lophura bulweri），是鸡形目雉科的一种鸟类。
鳞背鹇体重约1245.15克，翼长约247.2毫米，嘴峰长约41.1毫米，喙宽度约13.5毫米，喙厚度约11.2毫米，跗蹠长约83.8毫米，尾长约334.2毫米。鳞背鹇在其分布区内为留鸟，其栖息在密集的高大树木组成的森林中，食性为肉食性，主要食物来源是陆生无脊椎动物。
鳞背鹇分布于婆罗洲内陆的亚山地森林。该物种是单型物种，没有亚种分化。